# OpenProj
OpenProj es un software de administración de proyectos diseñado como sustituto de sobremesa completo para Microsoft Project, capaz de abrir archivos de proyecto nativos de dicho programa. OpenProj fue desarrollado por Projity en 2007. Se ejecuta en la plataforma Java, lo que permite ejecutarlo en una variedad de diferentes sistema operativos.
OpenProj dejó de estar en fase beta con el lanzamiento de la versión 1.0, el 10 de enero de 2008.
A finales de 2008 Projity fue adquirida por Serena Software. A principios de 2009 el apoyo a OpenProj y la comunicación sobre el desarrollo de OpenProj parecen haber sido suspendidos.
Sin embargo, había confirmaciones de que, según el CVS, el desarrollo de OpenProj continúa ya que un miembro de la comunidad de código abierto mejora el programa y corrige los problemas técnicos. La cuestión de si el software permanece abierto o no bajo estas condiciones comerciales está por verse.
La versión actual incluye:
- Costos de valor acumulado
- Diagrama de Gantt
- Gráfico PERT
- Estructura de descomposición del recurso gráfico (EDR).
- Informes de uso de tareas.
- Diagrama de Estructura de descomposición del trabajo (EDT).[1]

## Popularidad
Este programa ha sido descargado más de 2.000.000 veces en más de 142 países. Tres meses después de la versión beta, en SourceForge se descargaron una media de 60.000 copias al mes. Con un percentil de actividad en SourceForge de 99.964, en el número 15, justo por delante de la popular figura de mensajería aplicación Pidgin (software). En mayo de 2008 el número total de descargas en SourceForge alcanzó los 500,000.

## Comparación con MS Project
En comparación con MS Project, software al que imita, OpenProj tiene una interfaz de usuario similar y un enfoque parecido para la construcción de un plan de proyecto: crear una lista de tareas o estructura detallada con sangría (diagrama de Estructura de descomposición del trabajo, EDT), establecer las duraciones, crear vínculos (ya sea mediante (a) arrastre de ratón, (b) selección y botones, o (c) escritura manual en la columna 'predecesor'), asignar recursos. Las columnas (campos) son los mismos que para MS Project. Los usuarios de un programa deberían estar ampliamente cómodos utilizando el otro. Los costos son los mismos: trabajo, tiempo, uso de material y los costes fijos: todos éstos son proporcionados por OpenProj.
Sin embargo, existen pequeñas diferencias en la interfaz (observaciones que se aplican a la versión 1.4), que requieren alguna adaptación para quienes están familiarizados con MS Project, concretamente, OpenProj no puede vincular al alza con método (c), insertar tareas es más difícil que en MS Project y en OpenProj no se pueden crear recursos sobre la marcha (hay que crearlos en primer lugar en la hoja de recursos). También hay varias limitaciones más graves en OpenProj; el principal es la falta de informes acerca de capacidad de uso como lo tiene MS Project y vistas más detalladas. Por ejemplo, aunque los campos de costo existen, no hay ninguna forma rápida para mostrarlos que insertarlos manualmente. Esto requiere que la persona usuaria sea relativamente avanzada: alguien que sabe lo que podrían llamarse los campos y cómo utilizarlos.

## Errores
Hasta la versión 1.4 (actual), los errores en el software generalmente sólo se manifiestan para los usuarios que intentan usar las funciones más avanzadas. Por ejemplo, ciertas tareas pueden comenzar misteriosamente en un cierto tiempo (se comportan como si tuvieran un 'no inicia ninguna restricción anterior' a pesar de que no existe ninguno, y la fecha de inicio del proyecto no es una restricción), algunos enlaces muestran huecos, el costo fijo de tareas de resumen ni suma ni es editable, etc. A veces se resuelven estos errores al reiniciar el software, pero otros son persistentes.
Por otro lado, existen algunas limitaciones en el uso de la exportación a PDF, a pesar de que es un software bajo licencia abierta.  Al hacer clic en esta opción, el software nos envía a un enlace que no permite activarla.